# Holopogon priscus
Holopogon priscus là một loài ruồi trong họ Asilidae. Holopogon priscus được Meigen miêu tả năm 1820.